# فرازير راسيل
فرازير راسيل (بالإنجليزية: Fraser Russell)‏ هو قاضي جنوب أفريقي، ولد في 21 أكتوبر 1876، وتوفي في 28 مارس 1952.